# コードフリークAR
『コードフリークAR』（コードフリークエーアール、Code Freak AR）は、かつてブレイン・ストームが発行していた隔月刊のゲーム雑誌。偶数月24日発売。

## 概要
コンピュータゲーム用の改造コード（秘技コード）を機種別、ゲームタイトル別に掲載していた。1999年発刊。マスコットキャラクターの「チャコちゃん」のイラストが毎号の表紙を飾っていた。
旧誌名は『アクションリプレイ』で、季刊で創刊され、その後隔月刊になった。元々は、サイバーガジェットが日本国内の総代理店に指定されていたイギリス・デイテル製の改造ツール「プロアクションリプレイ」用のコードを掲載していた。2006年のデイテル日本法人設立に伴いサイバーガジェットは代理店契約を打ち切られたため、改造ツール「コードフリーク」を新規に開発。同ツールの発売に合わせ、2007年2月発売のVol.47より誌名が変更された。2012年10月発売のVol.81で休刊した。本誌掲載の秘技コードは公式サイト「未来百貨（旧ARオンライン）」にも掲載されている。
増刊に本誌の総集編『秘技コード大全』がある。

## 主な連載
ゲームな話入荷しました。
ファミコンプラザ通販部・柴田武文の体験談などが記載されていた。
Vol.26から休載なしで連載された。
チャコちゃんゲーム化計画
季刊の時代から不定期で掲載されたコーナー。後述する「チャコっとゲーム研究会 ～すずめ隊長のメイドカフェ～」へと発展。
アクションロッキー
あさいもとゆきの漫画。『月刊コロコロコミック』（小学館）に連載されていた「ファミコンロッキー」の続編。
なんかいろいろ
竹本泉の漫画。『ゲーマガ』（ソフトバンク）に連載されていたゲームエッセイ漫画。
脳嵐
隔月刊『アクションリプレイ』のAR版、大喜利くらぶ、AR的勘違い、AR的質問、AR読者の意見など様々なコーナーが存在する
それらのコーナーでメール、ハガキなどが採用されると、それに応じて株券が発行された。株券を貯めていくと、PlayStation 3本体、サイバーガジェットのグッズなど様々な賞品と交換できた。

## チャコっとゲーム研究会〜すずめ隊長のメイドカフェ〜
略称は『チャコゲー』。『アクションリプレイ』Vol.42（2006年4月24日発売）付録のWindowsPC用アドベンチャーゲームである。

### キャラクター
豪華な声優がキャスティングされている。
- チャコ（声：山本麻里安）
- ゴロ（声：水田わさび）
- マリー（声：野々瀬ミオ）
- ラン（声：後藤邑子）
- アーサー（声：伊藤健太郎）
- エミナ（声：釘宮理恵）

### スタッフ
- 原画・キャラクター：きんりきまんとう
- 脚本：前田まさよし
- オープニングテーマ：いとうかなこ「1bitにかけろ」
- エンディングテーマ：ジョイまっくす
- 楽曲制作：ZIZZ STUDIO
- 開発：株式会社デジターボ
- 開発協力：株式会社ニトロプラス
- 監修：株式会社ブレイン・ストーム